# Циблинская волость
Циблинская волость или Циблская волость (латыш. Ciblas pagasts) — одна из двадцати пяти территориальных единиц Лудзенского края Латвии. Находится в центре края. Граничит с Блонтской, Звиргзденской, Иснаудской, Бригской и Лидумниекской волостями своего края.
Волостным центром является село Цибла (латыш. Cibla), расположенное в 12 км к востоку от краевого центра города Лудза. Крупнейшим населённым пунктом волости является село Фелицианова (латыш. Felicianova).

## Население
По данным переписи населения Латвии 2011 года, из 788 жителей Циблинской волости латыши составляли 78,3 % (617 чел.), русские —  15,9 % (125 чел.). На начало 2015 года население волости составляло 744 постоянных жителя.